# Oecetis hoelzeli
Oecetis hoelzeli är en nattsländeart som beskrevs av Malicky 1983. Oecetis hoelzeli ingår i släktet Oecetis och familjen långhornssländor. Inga underarter finns listade i Catalogue of Life.